# کنتو هاشیموتو
کنتو هاشیموتو (انگلیسی: Kento Hashimoto؛ زادهٔ ۱۶ اوت ۱۹۹۳) بازیکن فوتبال اهل ژاپن است.
از باشگاه‌هایی که در آن بازی کرده‌است می‌توان به باشگاه فوتبال توکیو اشاره کرد.
وی همچنین در تیم‌های ملی فوتبال زیر ۲۳ سال ژاپن و ژاپن بازی کرده‌است.